# Hypsugo
Hypsugo са род дребни бозайници от семейство Гладконоси прилепи (Vespertilionidae). На външен вид представителите му са близки до тези на род Прилепчета (Pipstrellus). В България се среща един вид – прилеп на Сави (Hypsugo savii).

## Видове
- Hypsugo alaschanicus
- Hypsugo anchietae
- Hypsugo anthonyi
- Hypsugo arabicus
- Hypsugo ariel
- Hypsugo bodenheimeri
- Hypsugo cadornae
- Hypsugo crassulus
- Hypsugo eisentrauti
- Hypsugo imbricatus
- Hypsugo joffrei
- Hypsugo kitcheneri
- Hypsugo lophurus
- Hypsugo macrotis
- Hypsugo musciculus
- Hypsugo pulveratus
- Hypsugo savii – Прилеп на Сави
- Hypsugo vordermanni